# صندوق جواهر صبح
صندوق جواهر صبح أو صندوق زامورا هو صندوق عاجي منحوت يعود تاريخه إلى خلافة قرطبة . وهو الآن موجود في المتحف الأثري الوطني الإسباني في مدريد، إسبانيا. يبلغ طول الجسم حوالي 18 سنتيمتر (7.1 بوصة)يبلغ ارتفاعها وقطرها 10.3 سنتيمتر (4.1 بوصة) .

## نبذة تاريخية حول الصندوق
صُمم هذا الصندوق بتكليف في ورشة العاج البلاتينية في مدينة الزهراء  بأمر من الخليفة الأموي الحكم المستنصر بالله في عام 964م لمحظيته صبح، والدة الأميرين عبد الرحمن وهشام، ليوضع به عبوات مستحضرات التجميل أو المجوهرات أو العطور. تُظهر هذه القطعة مستوى التقدم الذي كانت تتمتع به الأسرة الأموية في الأندلس، إذ كان الأمويون في إسبانيا الأندلس يتنافسون خلال هذه الفترة مع العباسيين في بغداد، ويحاولون استعادة الخلافة التي كانت لهم في دمشق خلال العصر الأموي.
أنجز الأمويون في قرطبة مشاريع معمارية بارزة وسلعًا فاخرة تشمل المنسوجات والمنحوتات العاجية، مثل هذه العلبة، علبة صبح. وقد عززت الأيقونات الموجودة ضمن النقوش الموجودة على أسطح العديد من الصناديق التي صُنعت خلال هذه الفترة أفكار التفوق السياسي الأموي على العباسيين. يُظهر هذا الصندوق، الذي صُنع في مركز مدينة قرطبة الفكر المزدهر في ذروة الفن الأموي الإسباني، مدى تطور الخلافة الأموية في الأندلس. 
قُدِّم عذا الصندوق احتفالًا بمولد ولي العهد الأمير عبد الرحمن، ولم يقتصر الاحتفال به على إلقاء الشعر بل امتد إلى الفنون التشكيلية. ويظهر النقش العربي على غطاء العلبة العاجية على ما يلي: "صلوات الله على الإمام عبد الله الحكم الثاني المستنصر بالله أمير المؤمنين. هذا ما أمر بصنعه للسيدة الكريمة والدة عبد الرحمن، بإشراف الدرّي الصغير، سنة ثلاث وخمسين وثلاثمائة [964 م]". ورث اسم عبد الرحمن من جده عبد الرحمن الثالث.

## الأساليب والتقنيات
كان نحت العاج ممارسة واسعة الانتشار في عالم البحر الأبيض المتوسط، حيث بدأ قبل عصر الإمبراطورية الرومانية.  كان العاج باهظ الثمن بسبب المسافة بين إفريقيا جنوب الصحراء الكبرى والهند، حيث تم الحصول على ناب الفيل، والبحر الأبيض المتوسط،  حيث تم نحته. جلبت الخلافة الأموية تقليد نحت الصناديق إلى إسبانيا عندما سيطرت على شبه الجزيرة في القرن الثامن الميلادي.  لا يوجد دليل على وجود نقوش على صناديق العاج أو العلب المعدنية في إسبانيا قبل الحكم الأموي. 

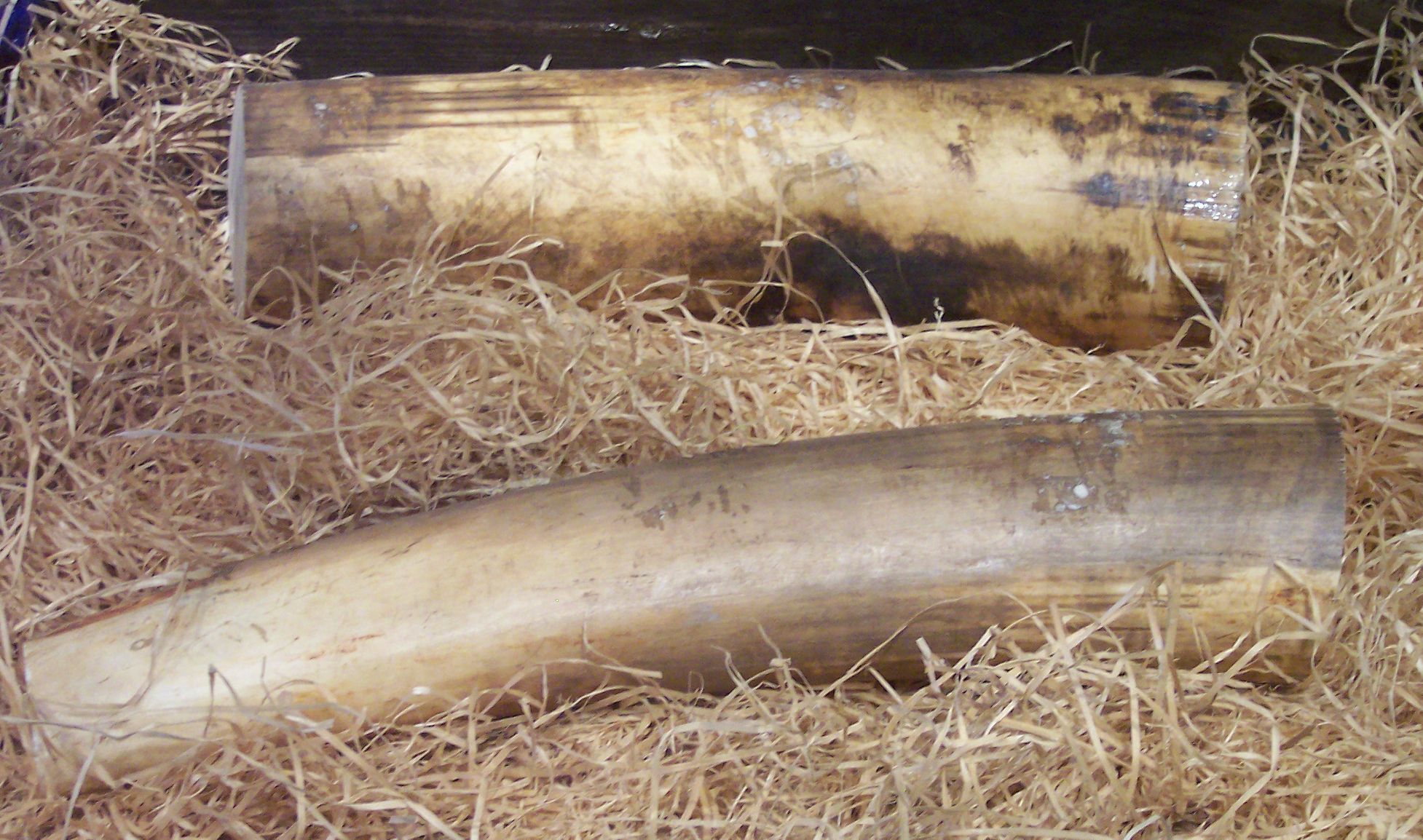
عاج الفيل

كانت جودة صناعة العلب المعدنية ذات أهمية حيوية بسبب تكلفة العاج. ومن بين المنحوتات الإسلامية والمسيحية والرومانية، كان من علامات الجودة في الصنعة عدم وجود علامات الأدوات.  إن نحت الأشياء الصغيرة مثل الصناديق يتطلب دقة ووقتًا، مما يضيف أيضًا إلى السعر الإجمالي.  يُظهر صندوق صبح هذه الجودة في العمل من خلال نمط التشابك البارز العميق وعدم وجود أي علامات مرئية للأدوات. وتظهر هذه التقنيات النحتية في صناديق أخرى تم إنشاؤها في نفس الفترة، مثل صندوق المغيرة . كان سعر وندرة العلب المعدنية يجعلها متاحة فقط للطبقة الملكية. 
تم إنشاء الصناديق الأسطوانية، مثل صندوق زامورا، باستخدام الانحناء الطبيعي والفراغ في الجزء الأكثر سمكًا من ناب الفيل .  كانت الصناديق الأسطوانية أقل عرضة للتشوه من الصناديق المستطيلة بسبب القوة المحفوظة للناب في شكل دائري.  سمح السطح غير المنقطع لصندوق زامورا بزخرفة تركيبية موحدة بدون حواف في العاج.  يشير التأثير المتشابك للزخرفة، بالتزامن مع النقش العربي على الغطاء (الذي يوضح رعاية وإهداء الصندوق)،  إلى أن متلقي الصندوق كان من المفترض أن يقلب الصندوق بين يديه ليتمكن من تقدير الصنعة بشكل كامل. كما شجعت زخرفة صندوق زامورا المشاهد على فتح  الحاوية لأن المظهر الخارجي الباهظ الثمن يعكس المادة الثمينة الموجودة بالداخل (غالبًا العطور أو المجوهرات). 

## الرمزية والتفسيرات

### الزخارف المجنحة
تتميز علبة هدايا زامورا بالعديد من الصور للأجنحة المفتوحة ضمن زخارفها العربية . اكتسب الزخرف المجنح شعبية كبيرة أثناء استخدامه في الثقافة الساسانية . كانت الأجنحة الممتدة ترمز إلى القوة والدين، حيث كان هذا الزخرف يُرى غالبًا على تيجان الملوك الساسانيين وكذلك على الأختام الساسانية.  وقد أثر هذا الاتجاه الساساني لاحقًا على الفنون الزخرفية الملكية في العصر الأموي، مما أدى إلى الاستخدام المتكرر للزخارف المجنحة على السلع الفاخرة. 

### الطاووس

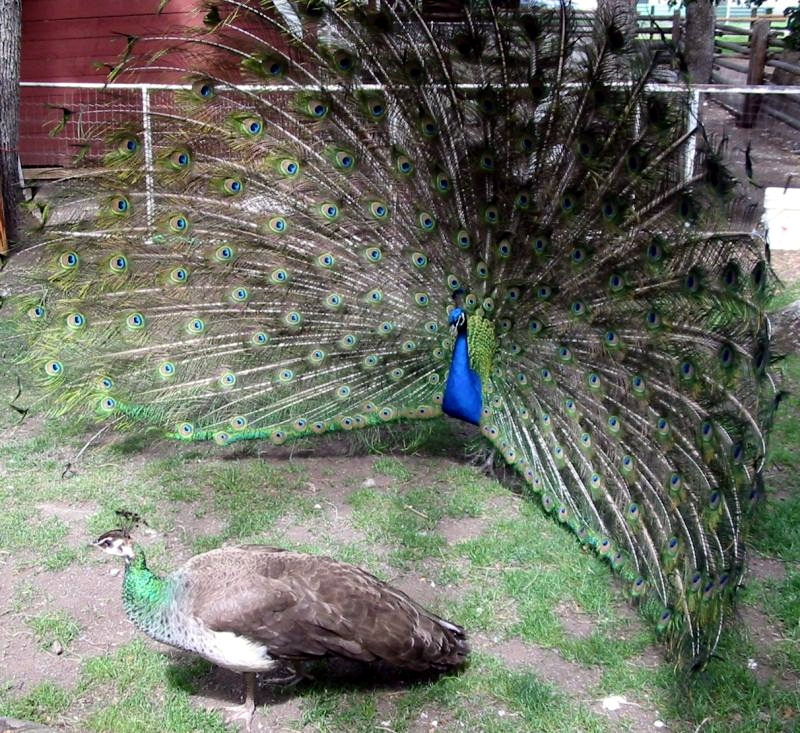
الطاووس

تتكرر صورة الطاووس أربع مرات في القسم الأوسط من علبة زامورا. في سياق الإسلام في العصور الوسطى ، كان يُنظر إلى الطاووس على أنه يمتلك قوى سحرية . كانت هذه النظرة نتيجة للمعتقدات الإسلامية المختلفة حول الطائر. يعتقد بعض المفسرين الإسلاميين أن الطاووس يتزاوج لاجنسيًا، وبالتالي ربط الطائر بالنقاء. وكانت هناك تفسيرات أخرى من علماء الطبيعة العرب ، الذين اعتقدوا أن الطاووس قادر على اكتشاف السم. وقد أدى هذا إلى الاستخدام الطبي الشائع لريش الطاووس. تحكي الأساطير الشعبية عن قدرة الطائر على قتل الثعابين، وتشير بشكل ديني إلى قدرة الطاووس على تجنب التأثيرات الشريرة للشيطان. وهذا أعطى الطائر ارتباطًا بالمفهوم الإسلامي للجنة . ظل الطاووس يمثل صورة مهمة في العالم الإسلامي، حيث كان يتم استخدام الريش أو صور الطاووس في كثير من الأحيان في سياق ملكي تقليدًا للتقاليد الفارسية. 

### الغزال
تحيط العديد من صور الغزال بالطاووس الموضح على علبة زامورا. بدأ هذا التاريخ لمعنى الغزال في الشعر العربي الجاهلي ، حيث كان الغزال يصور في كثير من الأحيان على أنه يتمتع بصفات سحرية. كانت أجساد الغزلان النحيلة وعيونهم الواسعة تشير إلى النساء.  واستمر الأمويون في وقت لاحق في ربط الغزلان بالأنوثة والأناقة. كان يُنظر إليهم على أنهم فريسة مغرية وسريعة وكان الصيادون يحتفلون بهم في كثير من الأحيان. 